# Escut del Nepal
L'escut del Nepal es va adoptar el 30 de desembre del 2006 arran dels acords de conciliació subsegüents a la guerra civil nepalesa iniciada el 1996. És de forma circular i stà emmarcat per dues garlandes de rododendres, la flor nacional; conté al capdamunt la bandera estatal, una representació de l'Everest i uns turons verds al·lusius a les regions muntanyoses del Nepal damunt una base de color groc que simbolitza la plana fèrtil del Terai, unes mans encaixant –una de dona i una d'home– que representa la igualtat de gènere i, ressaltant, una silueta blanca amb la forma del mapa del Nepal. A la base de l'escut, una cinta vermella amb el lema nacional escrit en caràcters sànscrits: जननी जन्मभूमिश्च स्वर्गादपी गरीयसी (jananī janmabhūmiśca svargādapi garīyasī), que significa 'La mare i la mare pàtria són més grans que el Cel'.
L'escut vol significar la supremacia del poble i la identitat, la unitat i l'orgull nacionals. És obra dels artistes Nabindra Man Rajbhandari, Himayala Gautam i Krishna Shrestha.

## Escuts usats anteriorment
Abans del 30 de desembre del 2006, l'escut nepalès era una composició pictòrica al natural on hi figuraven diversos motius, emmarcats també per una garlanda de rododendres i amb dos soldats gurkhes com a suports, el de la destra armat amb un fusell i el de l'esquerra amb un kukri i un arc. A l'interior de l'escut hi havia un paisatge amb un riu, amb una vaca blanca a la destra i un faisà verd –un monal de l'Himàlaia– a la sinistra; a l'horitzó es veuen una stupa i uns turons, i per damunt els cims d'Himàlaia. Tot plegat sobremuntat per dues banderes estatals i dos kukris passats en sautor, les petjades de Gorakhnath –déu guardià dels gurkhes– i la corona reial. A la part inferior hi havia una cinta vermella amb la mateixa inscripció que a l'escut actual.

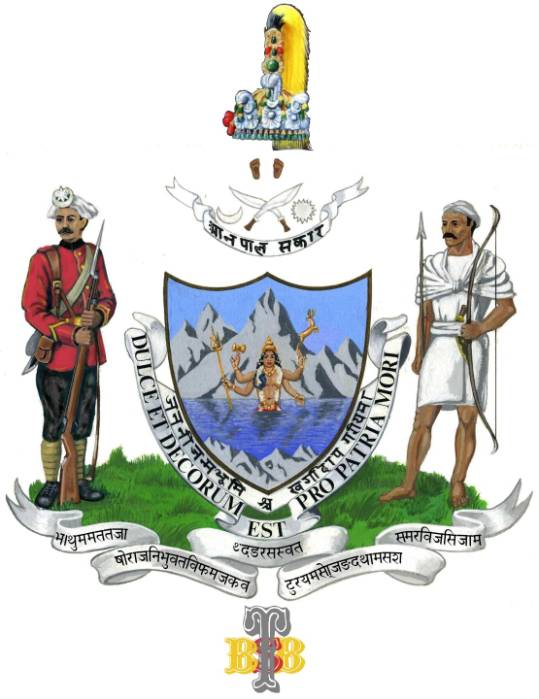
Escut del Regne del Nepal (1935)
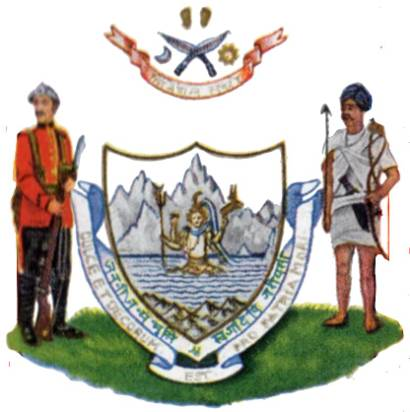
Escut del Regne del Nepal (1935-1946)
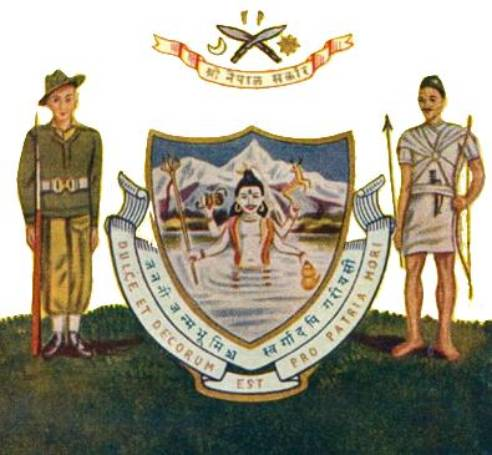
Escut del Regne del Nepal (1946)
Escut del Regne del Nepal (1962-2008)